# つくば市立学園の森義務教育学校
つくば市立学園の森義務教育学校（つくばしりつがくえんのもりぎむきょういくがっこう）は、茨城県つくば市学園の森にある、公立の義務教育学校。

## 概要
つくば市では市内全域で小中一貫教育を実施しており、2018年（平成30年）現在、つくば市に4校設置されている義務教育学校の一つである。
2018年3月までのつくば市立春日学園義務教育学校の学区の一部を分離して新設した。
敷地面積は51,500.32 m2、校舎は3階建てで、延床面積は14,527.51 m2である。日本2位のマンモス校である。
児童・生徒数の増加に伴い、2023年4月に同校から分離する形で研究学園小学校・中学校が設立された。

## 沿革
- 2018年（平成30年）4月1日 - 新設

## 学区
学区は以下の通りである。
学園の森1丁目、学園の森2丁目、学園の森3丁目（1番地から13番地及び32番地から50番地）、研究学園1丁目、研究学園2丁目、研究学園3丁目、研究学園4丁目、研究学園5丁目、東平塚（学園の森2丁目以西の区域に限る）